# Normalordnung
In der Quantenfeldtheorie bezeichnet die Normalordnung (auch Wick-Ordnung oder Normalprodukt) den Zustand, in welchem alle Erzeugungsoperatoren links der Vernichtungsoperatoren stehen. Analog wird die Antinormalordnung definiert, wenn die Vernichtungsoperatoren links der Erzeugungsoperatoren stehen.

## Notation
Die Notation {\displaystyle {\mathopen {:}}{\hat {O}}{\mathclose {:}}} bezeichnet die Normalordnung von {\displaystyle {\hat {O}}}, wobei {\displaystyle {\hat {O}}} ein beliebig angeordnetes Produkt von Erzeugungs- und Vernichtungsoperatoren (oder Quantenfeldern) ist. Alternativ wird auch die Notation {\displaystyle {\mathcal {N}}({\hat {O}})} benutzt.

## Bosonen
Bei Verwendung der bosonischen Erzeugungs- und Vernichtungsoperatoren wird die folgende Notation verwendet:
- {\displaystyle {\hat {b}}^{\dagger }}: Erzeugungsoperator.
- {\displaystyle {\hat {b}}}: Vernichtungsoperator.

Diese erfüllen die typischen Kommutatorrelationen für Bosonen.

### Beispiele
1. Das einfachste Beispiel ist {\displaystyle {\mathopen {:}}{\hat {b}}^{\dagger }{\hat {b}}{\mathopen {:}}}:
{\displaystyle {:}{\hat {b}}^{\dagger }{\hat {b}}{:}={\hat {b}}^{\dagger }{\hat {b}}.}
Hier wird {\displaystyle {\hat {b}}^{\dagger }{\hat {b}}} nicht verändert, weil der Ausdruck bereits in der Normalordnung vorliegt. Der Erzeugungsoperator {\displaystyle {\hat {b}}^{\dagger }} steht bereits links des Vernichtungsoperator {\displaystyle {\hat {b}}}.
2. Ein interessanteres Beispiel ist die Normalordnung von {\displaystyle {\hat {b}}{\hat {b}}^{\dagger }}:
{\displaystyle {:}{\hat {b}}{\hat {b}}^{\dagger }{:}={\hat {b}}^{\dagger }{\hat {b}}.}
Hier wird durch die Normalordnungs-Operation der Ausdruck umgeordnet, sodass {\displaystyle {\hat {b}}^{\dagger }} links von {\displaystyle {\hat {b}}} steht.
Diese beiden Ergebnisse können zusammen mit den oben genannten Kommutatorrelationen zu
{\displaystyle {\hat {b}}{\hat {b}}^{\dagger }={\hat {b}}^{\dagger }{\hat {b}}+1={:}{\hat {b}}{\hat {b}}^{\dagger }{:}+1.}
oder
{\displaystyle {\hat {b}}{\hat {b}}^{\dagger }-{:}{\hat {b}}{\hat {b}}^{\dagger }{:}=1.}
zusammengefasst werden. Diese Gleichung wird bei der Definition der Kontraktionen im Wick-Theorem benutzt.
3. Falls mehrere Operatoren beteiligt sind, so ergibt sich:
{\displaystyle {:}{\hat {b}}^{\dagger }{\hat {b}}{\hat {b}}{\hat {b}}^{\dagger }{\hat {b}}{\hat {b}}^{\dagger }{\hat {b}}{:}={\hat {b}}^{\dagger }{\hat {b}}^{\dagger }{\hat {b}}^{\dagger }{\hat {b}}{\hat {b}}{\hat {b}}{\hat {b}}=({\hat {b}}^{\dagger })^{3}{\hat {b}}^{4}.}
4. Ein einfaches Beispiel zeigt, dass die Normalordnung keine lineare Operation ist:
{\displaystyle {\hat {b}}^{\dagger }{\hat {b}}={:}{\hat {b}}{\hat {b}}^{\dagger }{:}={:}1+{\hat {b}}^{\dagger }{\hat {b}}{:}\neq {:}1{:}+{:}{\hat {b}}^{\dagger }{\hat {b}}{:}=1+{\hat {b}}^{\dagger }{\hat {b}}}
5. Wenn mehrere Bosonen beteiligt sind, so ergibt sich:
1. {\displaystyle {:}{\hat {b}}_{1}^{\dagger }{\hat {b}}_{2}{:}={\hat {b}}_{1}^{\dagger }{\hat {b}}_{2}}
2. {\displaystyle {:}{\hat {b}}_{2}{\hat {b}}_{1}^{\dagger }{:}={\hat {b}}_{1}^{\dagger }{\hat {b}}_{2}}
3. {\displaystyle {:}{\hat {b}}_{1}^{\dagger }{\hat {b}}_{2}{\hat {b}}_{3}{:}={\hat {b}}_{1}^{\dagger }{\hat {b}}_{2}{\hat {b}}_{3}}
4. {\displaystyle {:}{\hat {b}}_{2}{\hat {b}}_{1}^{\dagger }{\hat {b}}_{3}{:}={\hat {b}}_{1}^{\dagger }{\hat {b}}_{2}{\hat {b}}_{3}}
5. {\displaystyle {:}{\hat {b}}_{3}{\hat {b}}_{2}{\hat {b}}_{1}^{\dagger }{:}={\hat {b}}_{1}^{\dagger }{\hat {b}}_{2}{\hat {b}}_{3}}

## Fermionen

### Einzelne Fermionen
Bei Verwendung von Fermionen werden die Operatoren
- {\displaystyle {\hat {f}}^{\dagger }}: Fermionischer Erzeugungsoperator,
- {\displaystyle {\hat {f}}}: Fermionischer Vernichtungsoperator

benutzt. Diese erfüllen die typischen Antikommutatorrelationen für Fermionen:
{\displaystyle \left[{\hat {f}}^{\dagger },{\hat {f}}^{\dagger }\right]_{+}=0}
{\displaystyle \left[{\hat {f}},{\hat {f}}\right]_{+}=0}
{\displaystyle \left[{\hat {f}},{\hat {f}}^{\dagger }\right]_{+}=1}
wobei {\displaystyle \left[A,B\right]_{+}\equiv AB+BA} den Antikommutator definiert. Diese können umgeschrieben werden zu
{\displaystyle {\hat {f}}^{\dagger }{\hat {f}}^{\dagger }=0}
{\displaystyle {\hat {f}}{\hat {f}}=0}
{\displaystyle {\hat {f}}{\hat {f}}^{\dagger }=1-{\hat {f}}^{\dagger }\,{\hat {f}}.}
Um die Normalordnung für Fermionen zu definieren, muss die Anzahl der Vertauschungen beachtet werden, da für jede Vertauschung ein Minuszeichen auftritt.

#### Beispiele
1. Zu Beginn nochmals der einfachste Fall:
{\displaystyle {:}{\hat {f}}^{\dagger }{\hat {f}}{:}={\hat {f}}^{\dagger }{\hat {f}}}
Es liegt bereits eine Normalordnung vor. Umgekehrt wird jedoch aufgrund der Vertauschung beider Operatoren ein Minuszeichen eingeführt:
{\displaystyle {:}{\hat {f}}{\hat {f}}^{\dagger }{:}=-{\hat {f}}^{\dagger }{\hat {f}}}
Dies kann zusammen mit den Antikommutatorrelationen benutzt werden um
{\displaystyle {\hat {f}}{\hat {f}}^{\dagger }=1-{\hat {f}}^{\dagger }{\hat {f}}=1+{:}{\hat {f}}{\hat {f}}^{\dagger }{:}}
oder
{\displaystyle {\hat {f}}{\hat {f}}^{\dagger }-{:}{\hat {f}}{\hat {f}}^{\dagger }{:}=1}
zu zeigen. Auch diese Gleichung wird im Wick-Theorem benutzt, um die Kontraktion einzuführen.
2. Die Normalordnung jedes komplizierten Falls ergibt Null, da mindestens ein Erzeugungs- oder Vernichtungsoperator zweimal auftritt. Beispielsweise:
{\displaystyle {:}{\hat {f}}{\hat {f}}^{\dagger }{\hat {f}}{\hat {f}}^{\dagger }{:}=-{\hat {f}}^{\dagger }{\hat {f}}^{\dagger }{\hat {f}}{\hat {f}}=0}

### Mehrere Fermionen
Bei der Verwendung von {\displaystyle N} verschiedenen Fermionen gibt es {\displaystyle 2N} Operatoren:
- {\displaystyle {\hat {f}}_{i}^{\dagger }}: der Erzeugungsoperator des {\displaystyle i}-ten Fermions.
- {\displaystyle {\hat {f}}_{i}}: der Vernichtungsoperator des {\displaystyle i}-ten Fermions.

Wobei {\displaystyle i=1,\ldots ,N}.
Diese erfüllen die Kommutatorrelationen:
{\displaystyle \left[{\hat {f}}_{i}^{\dagger },{\hat {f}}_{j}^{\dagger }\right]_{+}=0}
{\displaystyle \left[{\hat {f}}_{i},{\hat {f}}_{j}\right]_{+}=0}
{\displaystyle \left[{\hat {f}}_{i},{\hat {f}}_{j}^{\dagger }\right]_{+}=\delta _{ij}}
wobei {\displaystyle i,j=1,\ldots ,N} und {\displaystyle \delta _{ij}} das Kronecker-Delta bezeichnet.
Dies kann umgeschrieben werden zu:
{\displaystyle {\hat {f}}_{i}^{\dagger }{\hat {f}}_{j}^{\dagger }=-{\hat {f}}_{j}^{\dagger }{\hat {f}}_{i}^{\dagger }}
{\displaystyle {\hat {f}}_{i}{\hat {f}}_{j}=-{\hat {f}}_{j}{\hat {f}}_{i}}
{\displaystyle {\hat {f}}_{i}{\hat {f}}_{j}^{\dagger }=\delta _{ij}-{\hat {f}}_{j}^{\dagger }{\hat {f}}_{i}.}

#### Beispiele
1. Für zwei verschiedene Fermionen ({\displaystyle N=2}) ergibt sich
{\displaystyle {:}{\hat {f}}_{1}^{\dagger }{\hat {f}}_{2}{:}={\hat {f}}_{1}^{\dagger }{\hat {f}}_{2}}
Da der Ausdruck bereits in Normalordnung vorliegt, ändert sich nichts.
{\displaystyle {:}{\hat {f}}_{2}{\hat {f}}_{1}^{\dagger }{:}=-{\hat {f}}_{1}^{\dagger }{\hat {f}}_{2}}
Hier muss ein Minuszeichen eingefügt werden, da die Ordnung zweier Operatoren vertauscht wurde.
{\displaystyle {:}{\hat {f}}_{2}{\hat {f}}_{1}^{\dagger }{\hat {f}}_{2}^{\dagger }{:}={\hat {f}}_{1}^{\dagger }{\hat {f}}_{2}^{\dagger }{\hat {f}}_{2}=-{\hat {f}}_{2}^{\dagger }{\hat {f}}_{1}^{\dagger }{\hat {f}}_{2}}
Anders als im bosonischen Fall spielt hier die Reihenfolge, in welcher die Operatoren aufgeschrieben werden, eine Rolle.
2. Bei drei verschiedenen Fermionen ({\displaystyle N=3}) ergibt sich:
{\displaystyle {:}{\hat {f}}_{1}^{\dagger }{\hat {f}}_{2}{\hat {f}}_{3}{:}={\hat {f}}_{1}^{\dagger }{\hat {f}}_{2}{\hat {f}}_{3}=-{\hat {f}}_{1}^{\dagger }{\hat {f}}_{3}{\hat {f}}_{2}}
{\displaystyle {:}{\hat {f}}_{2}{\hat {f}}_{1}^{\dagger }{\hat {f}}_{3}{:}=-{\hat {f}}_{1}^{\dagger }{\hat {f}}_{2}{\hat {f}}_{3}={\hat {f}}_{1}^{\dagger }{\hat {f}}_{3}{\hat {f}}_{2}}
{\displaystyle {:}{\hat {f}}_{3}{\hat {f}}_{2}{\hat {f}}_{1}^{\dagger }{:}={\hat {f}}_{1}^{\dagger }{\hat {f}}_{3}{\hat {f}}_{2}=-{\hat {f}}_{1}^{\dagger }{\hat {f}}_{2}{\hat {f}}_{3}}